# 제3제국의 공포와 참상
제3제국의 공포와 참상(독일어: Furcht und Elend des Dritten Reiches)은 망명길에 오른 베르톨트 브레히트가 매체에서 접한 나치 독일의 실상을 몽타주 기법으로 고발한 작품이다. 아들이 자신들을 밀고할까 공포에 떠는 부모, 남편을 믿지 못하는 부인, 고기 대신 자신의 몸뚱이를 걸어 놓는 정육점 주인 등 서로 다른 27개 장면은 ‘허위’라는 테마를 공유하며 히틀러 치하의 제3제국이 독일인들을 공포와 참상 속에 몰아넣는 모습을 사실적으로 보여 준다.

## 내용
1933년 1월 망명길에 오른 브레히트는 직접 체험할 수 없는 독일의 현실을 알기 위해 신문, 잡지, 방송, 보고문 등에서 나치 독일의 실상을 알려 주는 많은 자료를 수집했다. 《제3제국의 공포와 참상》은 이들 자료를 바탕으로 1937년 7월부터 1938년 6월까지 약 1년에 걸쳐 완성되었다.
《제3제국의 공포와 참상》은 독립된 27개 장면으로 되어 있다. 모든 에피소드가 자체로 완결성을 가지므로 무대에서도 일부 장면만 발췌 공연할 수 있도록 구상되었다. 브레히트는 이와 관련해 “이 작품은 27개 장면으로 이루어진 몽타주인 동시에 하나의 게스투스 목록”이라고 밝히며 “침묵하고 두려워 주위를 둘러보는, 공포에 떠는 제스처, 다시 말해 독재 치하의 게스투스”라고 부연했다. 이렇듯 브레히트는 《제3제국의 공포와 참상》에서 히틀러 독재 치하의 게스투스를 관찰하고 그 결과를 몽타주 기법으로 제시한다. 결국 독자, 관객은 각각의 에피소드를 통해 귀납적으로 현실을 직시할 수 있게 된다. 27개 장면은 영화의 개별 쇼트처럼 다른 장면들과 유기적으로 결합해 전체로서도 생명력을 발휘한다. 개별 장면들을 유기적으로 연결하는 것은 바로 모든 장면에서 공통으로 다루고 있는 허위, 배반, 불신, 적응 같은 테마다.
여러 장면에서 나치가 내세우는 이데올로기가 얼마나 허위인가 하는 점이 선명하게 부각된다. 베냐민이 “허위가 세계 질서가 되었다”고 할 만큼 이데올로기는 나치 정권을 지탱하는 가장 큰 힘이었다. 독일을 나치 독재로부터 구할 첫걸음은 바로 그들 이데올로기의 본질이 허위임을 보여 주는 것이었다. 이를 위해 브레히트는 ‘허위’를 기본 테마로 삼아 독립된 각 장면들을 연결한다.
1937년 브레히트가 처음 이 희곡을 구상했을 때는 “공포 : 나치스 치하 독일 민족의 정신적 고양”이란 제목으로 다섯 편만 완성되어 있었다. 이듬해 20개 장면을 추가하면서 제목을 “제3제국의 공포와 참상”으로 바꾸었다. 1938년 최초로 출판된 《브레히트 전집》에 총 27개 장면으로 편집한 텍스트가 실릴 예정이었지만 불발되었다가 1941년 모스크바에서 13개 장면만 인쇄된 불완전한 형태로 출판되었다. 1945년 제2차 세계대전이 끝난 뒤에야 완성본이 출판되었다.